# Округ Твин Фолс (Ајдахо)
Твин Фолс (енгл. Twin Falls County) је округ у америчкој савезној држави Ајдахо.

## Демографија
По попису из 2010. године број становника је 77.230, што је 12.946 (20,1%) становника више него 2000. године.
| Група             | 2000.          | 2010.          |
| Белци             | 56.390 (87,7%) | 63.841 (82,7%) |
| Афроамериканци    | 124 (0,2%)     | 342 (0,4%)     |
| Азијати           | 487 (0,8%)     | 922 (1,2%)     |
| Хиспаноамериканци | 6.026 (9,4%)   | 10.570 (13,7%) |
| Укупно            | 64.284         | 77.230         |